# NGC 1107
NGC 1107 je galaksija u zviježđu Kit.

## Vanjske poveznice
- SEDS: NGC 1107